# Hugo Gaudig

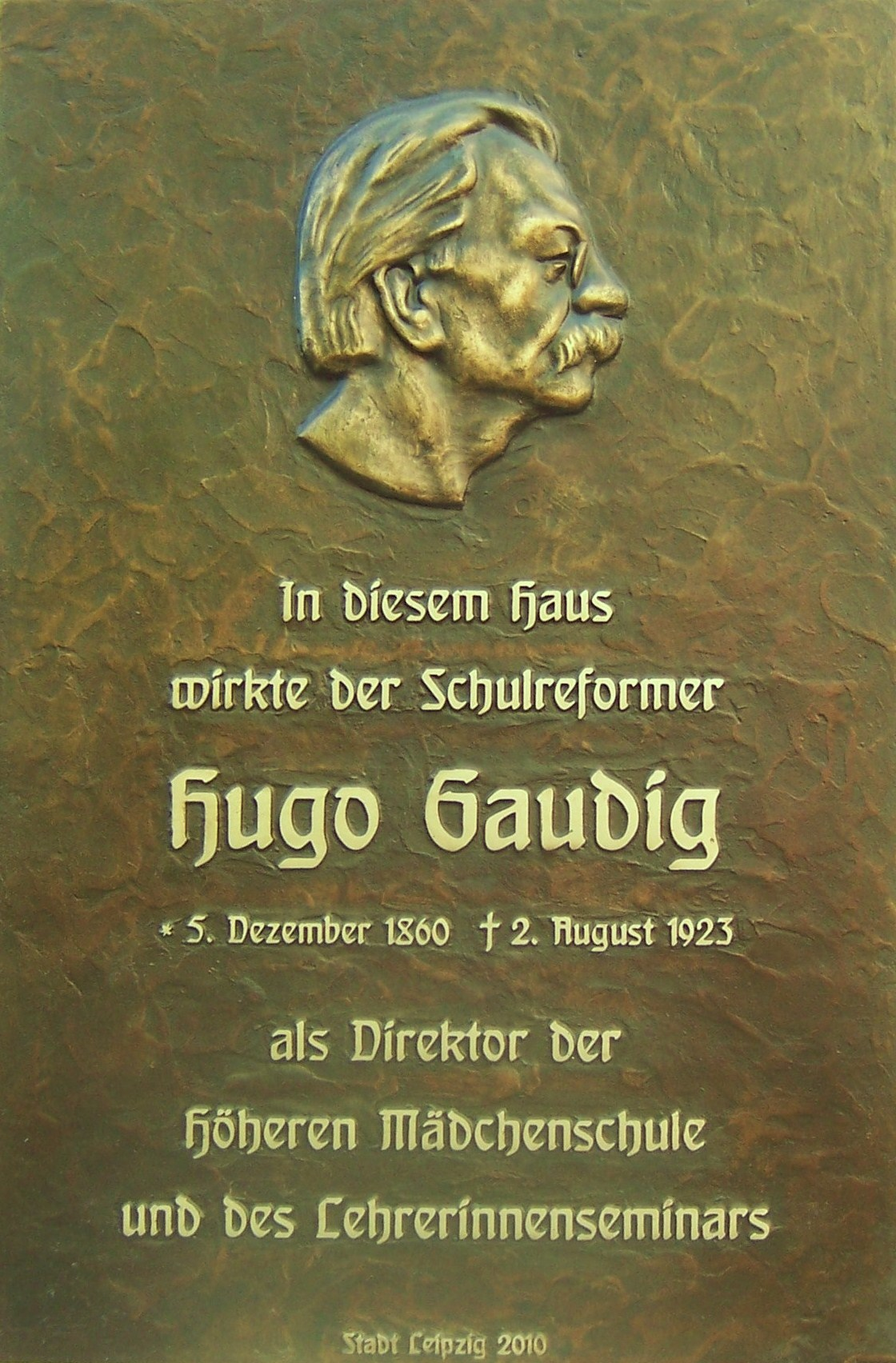
Tablica pamiątkowa poświęcona Hugo Gaudigowi, Lipsk

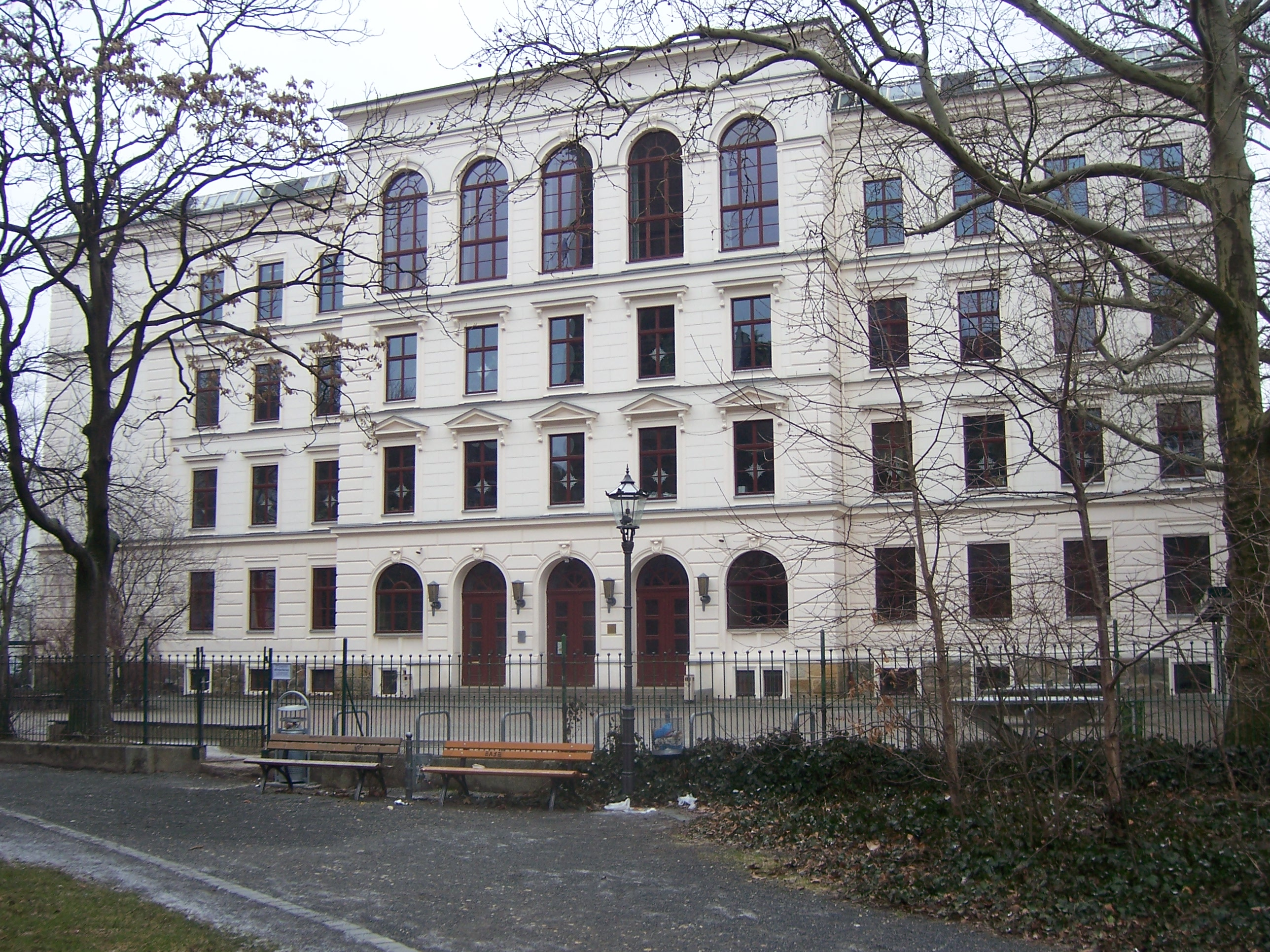
Budynek Szkoły dla Dziewcząt i Seminarium Nauczycielskiego ze Szkołą Ćwiczeń w Lipsku

Hugo Gaudig (ur. 5 grudnia 1860 w Stöckey, zm. 2 sierpnia 1923 w Lipsku) – niemiecki pedagog, jeden z czołowych reformatorów szkolnictwa niemieckiego. 

## Życiorys
W latach 1874–1879 uczył się w gimnazjum w Nordhausen, a od 1879 do 1886 roku studiował teologię, filozofię oraz niemiecką filologię na Uniwersytecie w Halle. W 1883 roku napisał pracę na temat podstawowych zasad estetyki Arthura Schopenhauera, a w 1886 rozprawę teologiczną Über den Begriff der Persönlichkeit Gottes oraz filologiczną Wolframs Parzival. W 1887 roku został nauczycielem w gimnazjum w Halle, od 1887 do 1896 roku pracował w gimnazjum w Gerze, a przez następne cztery lata ponownie uczył w Halle, gdzie pełnił również funkcję dyrektora gimnazjum. 28 lipca 1888 roku poślubił Marianne Burghardt (1863–1945).
W 1900 roku został dyrektorem Szkoły dla Dziewcząt i Seminarium Nauczycielskiego ze Szkołą Ćwiczeń w Lipsku. Sukcesom w pracy pedagogicznej towarzyszył wzrost liczby uczniów co spowodowało, że w 1907 roku szkoła została podzielona a Gaudig przeniósł się do nowej placówki przy Döllnitzer Straße. W 1908 roku został członkiem Königlichen Akademie gemeinnütziger Wissenschaften w Erfurcie i jednocześnie odmówił przyjęcia profesury na Uniwersytecie w Lipsku chcąc w dalszym ciągu aktywnie pracować w zawodzie nauczyciela gimnazjalnego. Podczas pracy pedagogicznej, w celach edukacyjnych oraz podnoszenia kwalifikacji zawodowych, organizował krajowe wycieczki szkolne i zagraniczne, m.in. w 1921 roku taką wycieczkę zorganizował do Rygi. W latach 1921–1922 był gospodarzem Pädagogische Wochen w Lipsku organizowanych przez Centralny Instytut Edukacji w Berlinie.

## Zainteresowania naukowe
Zainteresowania naukowe Gaudiga koncentrowały się wokół zagadnień dydaktycznych i wychowawczych związanych z kształtowaniem osobowości uczniów poprzez wpływ na ich cechy indywidualne, aktywność oraz na ich środowisko kulturalne i społeczne. Jako zwolennik szkoły pracy intelektualnej za cel postawił sobie wypracowanie takiego modelu edukacji, w którym uczniowie będą mogli opanować techniki pracy umysłowej i samodzielnie się nimi posługiwać. Zasadą uczenia się poprzez wolną pracę intelektualną położył podbudowę pod demokratyczną szkołę, w której głos i udział mają wszystkie zainteresowane strony, jednakże zachęcał nauczycieli oraz uczniów do odpowiedzialnego korzystania z tej wolności. 
Gaudig, poprzez publikacje oraz pozytywne wyniki podejmowanych działań w praktyce pedagogicznej, był centralną postacią w ruchu odnowy niemieckiego szkolnictwa i wywarł wpływ na rozwój działalności eksperymentalnej w szkolnictwie powszechnym.

## Książki
- Festrede bei der zweiten Centenarfeier der Franckeschen Stiftungen in der Aula der höheren Mädchenschule, 1898
- Didaktische Ketzereien, 1904
- Höheres Mädchenschulwesen, 1906
- Zur Fortbildung der Schülerinnen der höheren Mädchenschule, 1906
- Didaktische Präludien, 1909
- Zur Neugestaltung des höheren Mädchenschulwesens im Königreich Sachsen, 1911
- Ausblicke in die Zukunft der deutschen Schule, 1915
- Deutsches Volk – Deutsche Schule!: Wege zur nationalen Einheit, 1917
- Das Volksschullehrerseminar der Zukunft als deutsche Schule, 1917
- Die Schule im Dienste der werdenden Persönlichkeit. Bd. 1, 1917
- Die Schule im Dienste der werdenden Persönlichkeit. Bd. 2, 1917
- Schulreform?: Gedanken zur Reform des Reformierens, 1920
- Auf dem Wege zur neuen Schule: Versuche und Ergebnisse, 1921
- Freie geistige Schularbeit in Theorie u. Praxis, 1922
- Schule und Schulleben, 1923
- Was mir der Tag brachte, 1923
- Die Idee der Persönlichkeit und ihre Bedeutung für die Pädagogik, 1923
- Freie geistige Schularbeit in Theorie und Praxis, 1925
- Elternhaus und Schule als Erziehungsgemeinschaft, 1929

Źródło:.